# Filialkirche St. Georg (Kals am Großglockner)

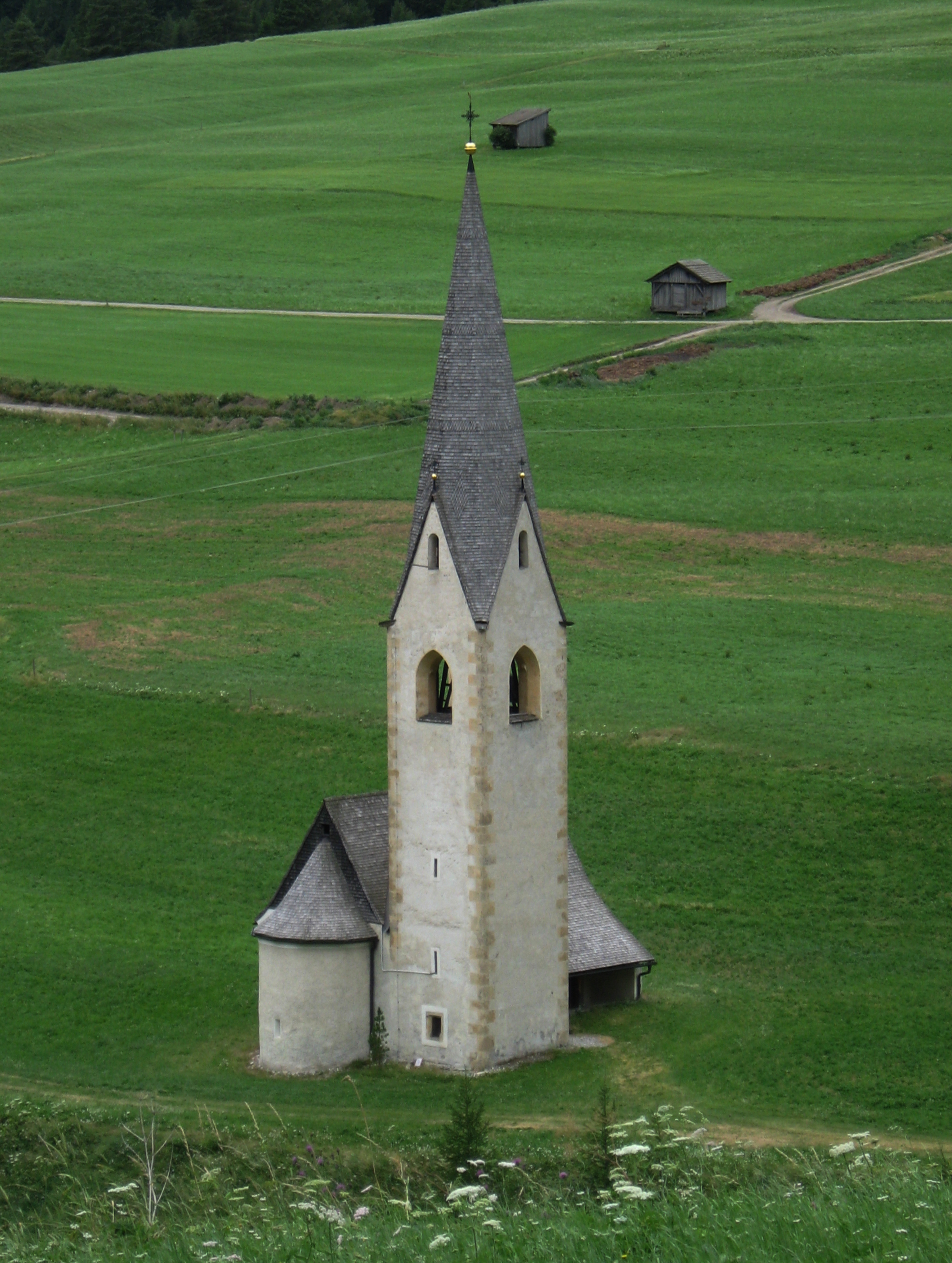
Filialkirche St. Georg von Nordosten

Die Filialkirche St. Georg ist eine römisch-katholische Kirche in der Gemeinde Kals am Großglockner. Die im Kern romanische Kirche ist dem heiligen Georg geweiht und steht unter Denkmalschutz (Listeneintrag).

## Lage
Die Filialkirche St. Georg liegt mitten in einer Wiese in der Fraktion Großdorf nahe dem rechten Ufer des Kalserbaches. Sie ist südöstlich von Großdorf, westlich von Unterburg und nordwestlich von Ködnitz gelegen. Nördlich der Kirche führt die Kalser Straße an der Kirche vorbei.

## Geschichte
Die Filialkirche der Kalser Pfarrkirche entspricht dem Typus einer romanischen Landkirche aus der Zeit um 1200. Die erste urkundliche Erwähnung stammt aus dem Jahr 1366, als die Kirche mit einem Altar durch den Bischof Heinrich von Lavant geweiht wurde. Gleichzeitig erfolgte in diesem Jahr die Verlegung auf den Sonntag nach Mariae Geburt. Der gotische Turm stammt aus dem 15. Jahrhundert, weitere Bautätigkeiten sind aus den Jahren 1621 und 1736 überliefert, wobei 1621 möglicherweise die Erhöhung der Spitzbogenöffnung und die Aufmauerung des Dreieckgiebels erfolgte. Während der Josephinischen Reformen wurde die Kirche geschlossen, jedoch 1794 wieder geöffnet. 1872 wurde das Langhaus mit einem Tonnengewölbe versehen, gleichzeitig das Presbyterium erhöht und eingewölbt. Zudem erhielt die Fassade eine neue Gliederung. Im Zuge der Restaurierung des Innenraums wurden 1964/1965 die neobarocken sowie die historistischen Malereien entfernt und die romanischen Wandmalereien freigelegt. In den 1990er Jahren folgten weitere Renovierungsarbeiten, bei denen unter anderem der Originalputz am Turm konserviert und die Kirchenfassade neu gestrichen wurde.
1964, bzw. 1994/95 durchgeführte archäologische Grabungen förderten Reste eines römischen und frühmittelalterlichen Siedlungsplatzes zu Tage. Zudem sind zwei Vorgängerphasen im Mauerwerk der Kirche nachgewiesen.

## Bauwerk

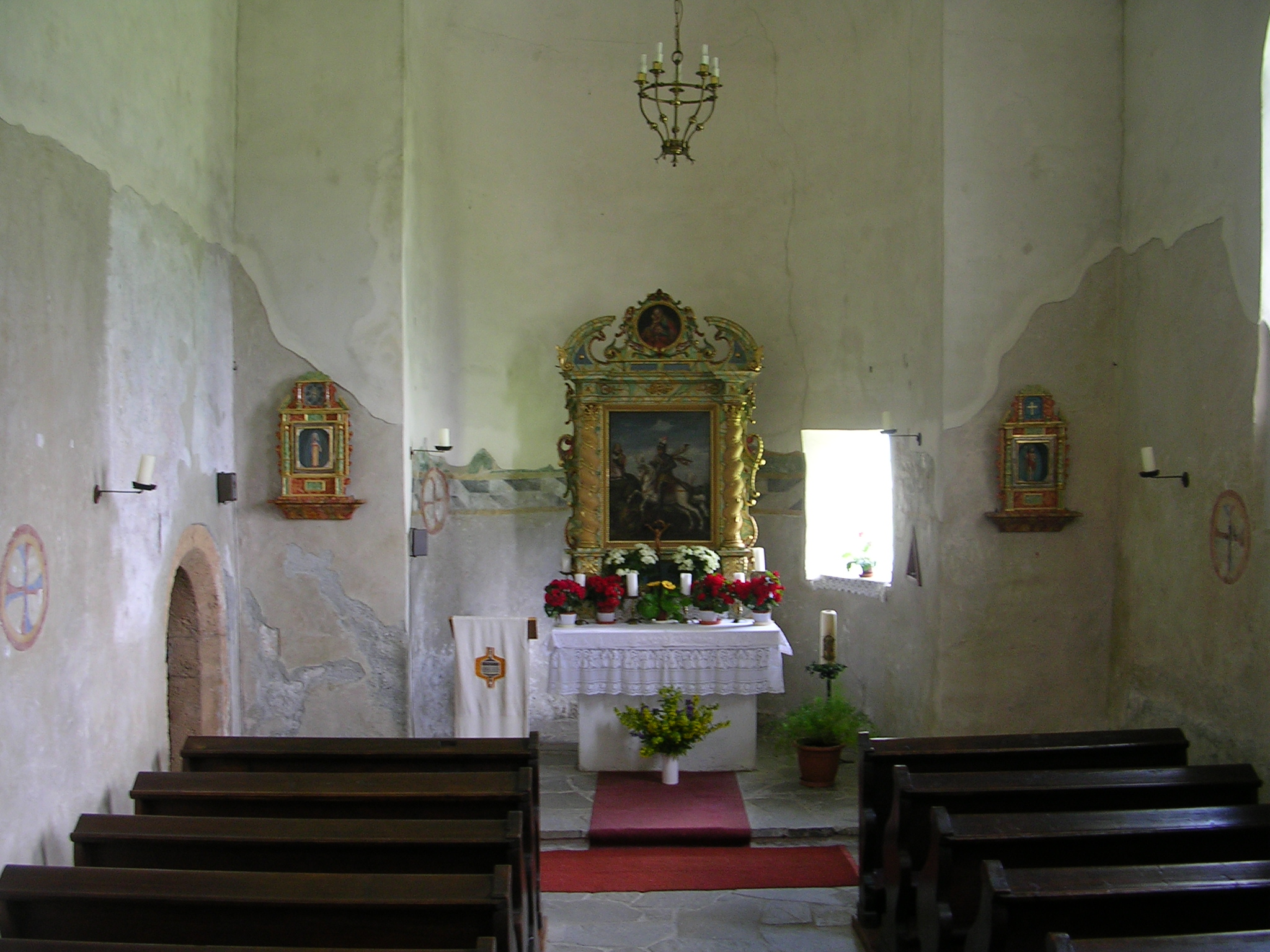
Innenansicht

Die Kirche besteht aus einem schmalen, einschiffigen Langhaus mit halbkreisförmiger Apsis und einem wuchtigen, nordseitig angestellten Turm über quadratischem Grundriss. Das Langhaus hat ein schindelgedecktes Satteldach, der gotische Turm einen achtseitigen Spitzhelm mit Kugel, Kreuz und Wetterhahn. Der Kircheneingang an der Nordseite ist ein neuzeitliches Rechteckportal mit einem abgeschleppten Vordach. Historistische, geputzte Lisenen betonen die Kanten des Langhauses, geritzte Quaderungen jene des Turms.
Das Langhaus ist mit einer Tonne eingewölbt. In Apsis und Langhaus sind Reste romanischer Fresken erhalten. Der Hochaltar ist ein frühbarockes Retabel mit vergoldetem Schnitzdekor, einem Altarbild mit der Darstellung des Kampfs des heiligen Georgs mit dem Drachen und einer Kopie des Gnadenbilds Mariahilf von Lucas Cranach im Auszug. Sowohl der Altar als auch die Gemälde stammen aus der Zeit um 1680/90. Anstelle der Seitenaltäre ist die Filialkirche mit zwei kleinen, hölzernen Wandschreinen mit vergoldetem Dekor aus dem Ende des 17. Jahrhunderts ausgestattet. Die Wandschreine beherbergen geschnitzte Statuetten des Schrein Herz-Mariae (links) und Herz-Jesu (rechts). Im Auszug finden sich Darstellungen des Jesuskindes bzw. des Kreuzes. Die Statuetten wurden neu geschnitzt, nachdem die Wandschreine 1986 gestohlen worden waren und ohne Figuren wiedergefunden wurden.
Weiters befinden sich in der Kirche ein Relief des heiligen Georgs im Kampf mit dem Drachen aus der Zeit um 1880, ein Tafelbild aus dem Ende des 17. Jahrhunderts mit einer Darstellung einer Kreuzigung mit Maria Magdalena, das ehemalige Hochaltarblatt der Pfarrkirche von Kals mit der Aufnahme des heiligen Rupertus in den Himmel aus dem Jahr 1844 und ein Gemäldepaar mit Darstellungen vom Herz Jesu bzw. Herz Mariae aus dem späten 18. Jahrhundert.